# Panorama (Thessaloniki)
Panorama (Grieks: Πανόραμα) is een gemeente in de Griekse regio Centraal-Macedonië, in het departement Thessaloniki. De gemeente telt 14552 inwoners.